# Bezirksgericht Rochlitz

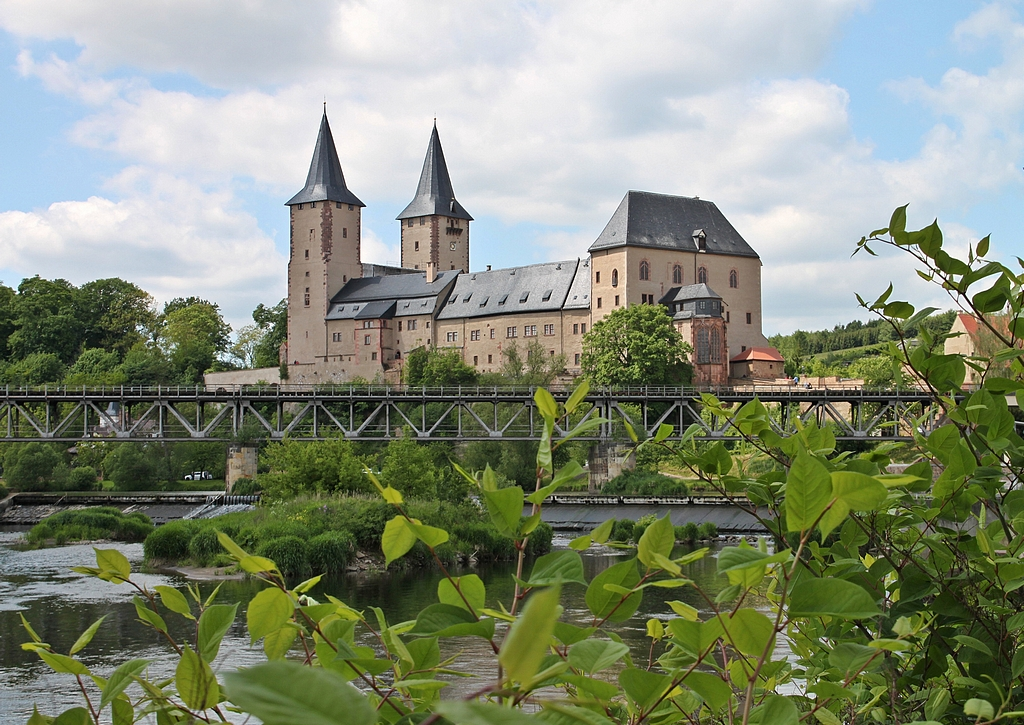
Schloss Rochlitz, Sitz des Bezirksgerichtes Rochlitz

Das Bezirksgericht Rochlitz war von 1856 bis 1860 ein Gericht im Königreich Sachsen mit Sitz in Rochlitz.

## Geschichte
Mit dem Gesetz, die künftige Einrichtung der Behörden erster Instanz für Rechtspflege und Verwaltung betreffend vom 11. August 1855 wurden die Eingangsgerichte neu geordnet. Die Patrimonialgerichte wurden endgültig aufgelöst, Verwaltung und Rechtsprechung getrennt. Die Details der Verwaltungsreform regelten das sächsische Gerichtsverfassungsgesetz vom 11. August 1855 und die Verordnung über die Bildung der Gerichtsbezirke vom 2. September 1856.
Eingangsgerichte waren nur die Gerichtsämter und Bezirksgerichte. Als mittlere Instanz wurden vier Appellationsgerichte eingerichtet. Oberste Instanz war das Oberappellationsgericht Dresden.
Das Bezirksgericht Rochlitz war dem Appellationsgericht Leipzig nachgeordnet. Das Bezirksgericht war Gerichtsamt für die Stadt Rochlitz. Daneben waren ihm folgende Gerichtsämter nachgelagert: Gerichtsamt Rochlitz, Gerichtsamt Colditz, Gerichtsamt Leisnig, Gerichtsamt Hartha, Gerichtsamt Geringswalde, Gerichtsamt Geithain und Gerichtsamt Penig.
1860 wurde das Bezirksgericht Rochlitz aufgehoben. Dem Bezirksgericht Mittweida wurden die Gerichtsämter Rochlitz, Geringswalde, Hartha und Penig, dem Bezirksgericht Borna die Gerichtsämter Colditz und Geithain und dem Bezirksgericht Oschatz das Gerichtsamt Leisnig zugeordnet. Das Gerichtsamt Rochlitz übernahm die Rechtsprechung für die Stadt Rochlitz.

## Sitz
Das Gericht hatte seinen Sitz in der ersten Etage von Schloss Rochlitz.

## Richter
- Hermann Theobald Edelmann, Bezirksgerichtdirektor 1856 bis 1860